# Instituto Cultural Anglo-Uruguayo
El Instituto Cultural Anglo Uruguayo es una institución de carácter cultural, dedicada principalmente a la enseñanza del idioma inglés en Uruguay. Su oficina central se encuentra en la calle Manuel Flores Mora 1426 (ex San José) en Montevideo.

## Historia
Fue fundado el 9 de marzo de 1934 a instancias del embajador británico Eugen Millington Drake.
Es un reconocido centro de exámenes internacionales ESOL, como el C2 Proficiency.
También cuenta con salas teatrales; el lugar se conoce como "Teatro del Anglo" en la escena teatral montevideana.
Desde 2001 opera, además, el colegio The Anglo School.